# 白龍天
白龍天（백룡천，1962年—），朝鮮民主主義人民共和國政治人物，曾任職朝鮮中央銀行行長，現為朝鮮勞動黨中央委員會候補委員。

## 生平
白龍天是朝鮮前外務相白南淳的三子。2002年，他曾在朝鲜劳动党统一战线部當經濟研究員。2004年1月，成為內閣事務部局的部長，他以朝鮮青年代表身份出席在大韓民國漢城舉行的南北總理會談及南北經濟合作共同委員會會議。2010年，他入選黨中央候補委員的名單內。翌年3月，獲委任為中央銀行的行長。同年12月，朝鮮勞動黨總書記金正日離世，白龍天被承任人金正恩納入治喪委員會的成員之一。

## 資料來源
1. ↑  "韩媒称朝鲜前外务相三子被任命为朝央行行长" （页面存档备份，存于） 《環球網》 2011 3 8
2. 1 2 3  .   [2014-03-28]. （原始内容存档于2016-03-04）.
3. ↑  "北 백남순 3남 백룡천… 조선중앙은행 총재 임명" （页面存档备份，存于） 《東亞日報》 2011 3 9